# Deutsche Fußballmeisterschaft der B-Junioren 1992/93
Die deutsche B-Jugendmeisterschaft 1993 war die 17. Auflage dieses Wettbewerbes. Meister wurde Borussia Dortmund, das im Finale den Gastgeber FC Carl Zeiss Jena mit 5:1 besiegte.

## Teilnehmende Mannschaften
| Regionalverband Nord                                                                                             | Regionalverband West                                                                                | Regionalverband Südwest                                                                    | Regionalverband Süd | Regionalverband Nordost |
| --- | --------------------------------------------------------------------------------------------------- | ------------------------------------------------------------------------------------------ | --- | --- |
| - Schleswig-Holstein: Holstein Kiel - Hamburg: FC St. Pauli - Bremen: Werder Bremen - Niedersachsen: Hannover 96 | - Westfalen: Borussia Dortmund - Mittelrhein: Bayer 04 Leverkusen - Niederrhein: Bayer 05 Uerdingen | - Rheinland: Spvgg Andernach - Südwest: 1. FC Kaiserslautern - Saarland: 1. FC Saarbrücken | - Hessen: Eintracht Frankfurt - Baden: Karlsruher SC - Südbaden: Kehler FV - Württemberg: VfB Stuttgart - Bayern: FC Bayern München | - Mecklenburg-Vorpommern: SV Post Telekom Neubrandenburg - Brandenburg: FC Energie Cottbus - Berlin: FC Hertha 03 Zehlendorf - Sachsen-Anhalt: 1. FC Magdeburg - Thüringen: FC Carl Zeiss Jena - Sachsen: 1. FC Dynamo Dresden |

## Vorrunde
Hinspiele: So 06.06. Rückspiele: So 20.06.
|                      | Gesamt |                         | Hinspiel | Rückspiel |
| -------------------- | ------ | ----------------------- | -------- | --------- |
| Gruppe Nord-West:    |        |                         |          |           |
| Holstein Kiel        | 1:7    | TSV Bayer 04 Leverkusen | 0:2      | 1:5       |
| SV Werder Bremen     | 4:3    | FC Hertha 03 Zehlendorf | 4:0      | 0:3       |
| Gruppe Süd-Südwest:  |        |                         |          |           |
| 1. FC Dynamo Dresden | 11:40  | Kehler FV               | 4:1      | 7:3       |
| Eintracht Frankfurt  | 2:6    | VfB Stuttgart           | 1:1      | 1:5       |
| FC Bayern München    | 7:2    | Karlsruher SC           | 3:1      | 4:1       |

## Achtelfinale
Hinspiele: Mi 23.06. Rückspiele: So 27.06.
|                         | Gesamt |                           | Hinspiel | Rückspiel |
| ----------------------- | ------ | ------------------------- | -------- | --------- |
| Gruppe Nord-West:       |        |                           |          |           |
| TSV Bayer 04 Leverkusen | 3:1    | SV Werder Bremen          | 3:0      | 0:1       |
| FC St. Pauli            | 4:1    | FC Energie Cottbus        | 2:1      | 2:0       |
| FC Bayer 05 Uerdingen   | 6:2    | SV Post T. Neubrandenburg | 5:2      | 1:0       |
| Hannover 96             | 3:8    | Borussia Dortmund         | 2:1      | 1:7       |
| Gruppe Süd-Südwest:     |        |                           |          |           |
| VfB Stuttgart           | 6:2    | 1. FC Kaiserslautern      | 5:0      | 1:2       |
| 1. FC Magdeburg         | 1:9    | FC Carl Zeiss Jena        | 1:2      | 0:7       |
| FC Bayern München       | 0:3    | 1. FC Dynamo Dresden      | 0:1      | 0:2       |
| 1. FC Saarbrücken       | 4:5    | SpVgg Andernach           | 2:1      | 2:4       |

## Viertelfinale
Hinspiele: So 04.07. Rückspiele: So 11.07.
|                         | Gesamt          |                    | Hinspiel | Rückspiel |
| ----------------------- | --------------- | ------------------ | -------- | --------- |
| Gruppe Nord-West:       |                 |                    |          |           |
| TSV Bayer 04 Leverkusen | 2:2 (6:7 i. E.) | FC St. Pauli       | 1:1      | 1:1       |
| FC Bayer 05 Uerdingen   | 2:3             | Borussia Dortmund  | 1:1      | 1:2       |
| Gruppe Süd-Südwest:     |                 |                    |          |           |
| VfB Stuttgart           | 2:3             | FC Carl Zeiss Jena | 1:0      | 1:3       |
| 1. FC Dynamo Dresden    | 8:0             | SpVgg Andernach    | 5:0      | 3:0       |

## Halbfinale
Hinspiele: Mi 14.07. Rückspiele: So 18.07.
|                     | Gesamt |                      | Hinspiel | Rückspiel |
| ------------------- | ------ | -------------------- | -------- | --------- |
| Gruppe Nord-West:   |        |                      |          |           |
| FC St. Pauli        | 1:7    | Borussia Dortmund    | 1:4      | 0:3       |
| Gruppe Süd-Südwest: |        |                      |          |           |
| FC Carl Zeiss Jena  | 6:2    | 1. FC Dynamo Dresden | 3:0      | 3:2       |

## Finale
| FC Carl Zeiss Jena                                                  | FC Carl Zeiss Jena | Borussia Dortmund | Borussia Dortmund |
| ------------------------------------------------------------------- | --- | --- | ----------------- |
| FC Carl Zeiss Jena                                                  | \| Sonntag,: 25. Juli 1993 um 10:00 Uhr in Jena (Ernst-Abbe-Sportfeld) \| \| Ergebnis: 1:5 (0:3) \| \| Zuschauer: 1.764 \| \| Schiedsrichter: Bernd Robel (Briesen) \|                                                                          | \| Sonntag,: 25. Juli 1993 um 10:00 Uhr in Jena (Ernst-Abbe-Sportfeld) \| \| Ergebnis: 1:5 (0:3) \| \| Zuschauer: 1.764 \| \| Schiedsrichter: Bernd Robel (Briesen) \|                                                                                | Borussia Dortmund |
| FC Carl Zeiss Jena                                                  | Robert Enke – Frank Robe – Jens Keilwerth, Sebastien Brenn – Martin Schuberts (52. Steffen Geisendorf), Torsten Ziegner, Frank Berger, Markus Leib, Nico Thiele (68. Mario Kanopa) – Mathias Veit, Andreas Schwesinger Cheftrainer: Peter Grumm | Matthias Kleinsteiber – Björn Mehnert – Christian Brücker, Riza Hancer – Erdal Eraslan, Gerrit Hundshagen, Jörg Sauerland (73. Deniz Sahin), David Danielzyk, Björn Möller – Marian Pagels, Arek Grad (63. Tim Spitzer) Cheftrainer: Peter Wongrowitz | Borussia Dortmund |
| FC Carl Zeiss Jena                                                  | 1:4 Markus Leib (69.) | 0:1 Björn Möller (16.) 0:2 Arek Grad (18.) 0:3 Arek Grad (36.) 0:4 Marian Pagels (67.) 1:5 Christian Brücker (72., Foulelfmeter) | Borussia Dortmund |
| FC Carl Zeiss Jena                                                  | Brenn | Hancer | Borussia Dortmund |
| FC Carl Zeiss Jena                                                  | Zeitstrafe: Brenn | | Borussia Dortmund |
| Sonntag,: 25. Juli 1993 um 10:00 Uhr in Jena (Ernst-Abbe-Sportfeld) | | |                   |
| Ergebnis: 1:5 (0:3)                                                 | | |                   |
| Zuschauer: 1.764                                                    | | |                   |
| Schiedsrichter: Bernd Robel (Briesen)                               | | |                   |